# Любомльська волость
Любомльська волость — адміністративно-територіальна одиниця Володимир-Волинського повіту Волинської губернії Російської імперії та Української держави. Волосний центр — містечко Любомль. 
Наприкінці ХІХ ст. до складу волості увійшли деякі села (Підгороднє, Почапи) ліквідованої Городненської волості.
Станом на 1885 рік складалася з 17 поселень, 10 сільських громад. Населення — 7078 осіб (3594 чоловічої статі та 3484 — жіночої), 692 дворових господарства.
|                     | Площа, десятин | У тому числі орної, дес. |
| ------------------- | -------------- | ------------------------ |
| Сільських громад    | 9651           | 4409                     |
| Приватної власності | 2077           | 462                      |
| Казенної власності  | 128            | 37                       |
| Іншої власності     | 475            | 209                      |
| Загалом             | 12331          | 5117                     |

Основні поселення волості:
- Любомль (Завалля) — колишнє державне містечко, 995 осіб, 161 двір, 2 православні церкви, костел, синагога, 4 єврейських молитовних будинки, школа, лікарня, поштова станція, 34 лавки, базар по неділях, 6 ярмарок. За 2 версти станція залізниці.
- Вишнів — колишнє державне село, 1016 осіб, 151 двір, православна церква, школа, постоялий будинок, вітряк.
- Машів — колишнє державне і власницьке село, 661 особа, 75 дворів, православна церква, школа, 2 постоялих будинки, 2 вітряки.
- Радзихів — колишнє власницьке село, 510 осіб, 80 дворів, православна церква, школа, постоялий будинок.
- Скиби — колишнє державне село, 417 осіб, 54 двори, православна церква, постоялий будинок.

## Під владою Польщі
18 березня 1921 року Західна Волинь відійшла до складу Польщі. Волость продовжувала існувати як ґміна Любомль Любомльського повіту Волинського воєводства в колишніх межах. 
Розпорядженням міністра внутрішніх справ 28 лютого 1934 р. територія міста Любомль розширена шляхом вилучення сіл Любомль і Завалля, частини земель маєтку Любомль і землі міщан Любомля з сільської ґміни Любомль Любомльського повіту і включенням їх до міста.
На 1936 рік ґміна складалася з 14 громад:
1. Бірки — село: Бірки, колонії: Бікирей, Капітанюки, Заричка і Змієвська, селище: Ліщинець та поселення: Лісина;
2. Боремщина — село: Боремщина;
3. Коцюри — село: Коцюри;
4. Лисняки — село: Лисняки;
5. Машів — село: Машів, колонії: Кам'яниця, Острівки, Приступиха, Паросля і Змієвська, військові селища: Смолод і Змієвська та хутори: Містки, Малині й Жирибецьке;
6. Почапи — село: Почапи, колонії: Бир, Довга Нива, Юрки, Пичилівець, Підгілки, Щолобини, Високий Острів і Забілки та поселення: Сулна;
7. Підгородне — село: Підгородне, хутори: Бабин Дуб і Столовач, колонії: Камяниця, Криниця, Рекани і Сідлище;
8. Радехів — село: Радехів, колонії: Бринів, Гряда, Кругле, Кургани, Лани, Ланок, Придатки, Ступиськи, Смітюх, Вістрів, Власів і Завидове та поселення: Замлиння;
9. Руда — село: Руда, хутір: Бир та колонії: Горбачі, Клин, Макрина, Нивки, Острови, Полапи, Пасіка і Замедвеже;
10. Скиби — село: Скиби та будівельна колонія: Днега;
11. Вишнів — село: Вишнів та хутір: Бабаці, колонії: Березина та поселення: Бабчин, Комарове і Толокимісток;
12. Запілля — село: Запілля, колонії: Близнюки, Козачок, Комірки, Кокаравець, Межилісся, Особняки, Пасіки й Сороки, поселення: Пендюхи, військові селища: Запілля, Гаї, Зарудне та хутір: Залипське;
13. Застав'є — село: Застав'є;
14. Завалля — село: Завалля та хутір: Бровар.

Після радянської анексії західноукраїнських земель ґміна ліквідована у зв'язку з утворенням Любомльського району.